# 이봉수 (1962년)

이봉수(李鳳洙, 1962년 8월 28일 ~ )은 대한민국의 정당인이다.

## 학력
- 순천매산고등학교 졸업
- 전남도립대학교 졸업
- 한국방송통신대학교 행정학과 학사 재학

## 경력
- 서울화력발전소 이전촉구 주민대책위원회 위원장
- 마포구의회 행정건설위원회 위원
- 마포구의회 예산결산특별위원회 위원장
- 마포구의회 재난안전관리특별위원회 위원장[1]
- 마포구 평화의 소녀상건립 수석 추진위원장[2]
- 현 마포구 의원[3]

## 역대 선거 결과
|  | 14.44% |

|  | 40.1% |

|  | 8.98% |

## 수상경력
- 서울특별시 기초단체 의장단협의회 의정대상